# Edolf Aasen
Edolf Aasen (26. srpna 1877 v Steinkjeru – 8. prosince 1969 v Oslo) byl norský tiskař.
Absolvoval v roce 1910 typografii v bývalé společnosti Innherredsposten v Steinkjeru. Profesionálně působil do roku 1911 pro několik zaměstnavatelů v Trondheimu – pro tiskárnu Waldemara Jensena, Adresseavisen a Dagsposten. Následně se přestěhoval do Osla, kde pracoval mimo jiné v denících Morgenposten, Sjøfartstidende, Nations a v týdenících Allers a Verdens Gang. 20. dubna 1926 založil vlastní knihtiskařskou společnost, a to Aasen's Boktrykkeri. V roce 1951 jmenoval svého syna Einara Paasche Aasena spoluvlastníkem. Aasen's Boktrykkeri byl prodán v roce 1972.
V roce 1899 se oženil s političkou Augustou Aasen, se kterou měl dva syny.